# 광분해능
광분해능(optical resolution)은 이미징되는 물체의 세부 사항을 분해하는 이미징 시스템의 능력을 나타낸다. 이미징 시스템에는 하나 이상의 렌즈 및 기록 및 디스플레이 부품을 포함하여 많은 개별 부품들이 있을 수 있다. 이들 각각은 시스템의 광학 해상도에 기여한다(적절한 설계 및 적절한 정렬 제공). 이미징이 자주 수행되는 환경은 더욱 중요한 요소이다.

## 같이 보기
- 분해능
- 해상도
- 초해상도